# Ogcodes porteri
Ogcodes porteri är en tvåvingeart som beskrevs av Evert I. Schlinger 1953. Ogcodes porteri ingår i släktet Ogcodes och familjen kulflugor. Inga underarter finns listade i Catalogue of Life.